# Hotemež
Hotemež je naselje v Občini Radeče. Naselje je ime dobilo po dvorcu Hotemež (Hottemesch). Zgradili so ga Lambergi sredi 16. stol.